# Alderford

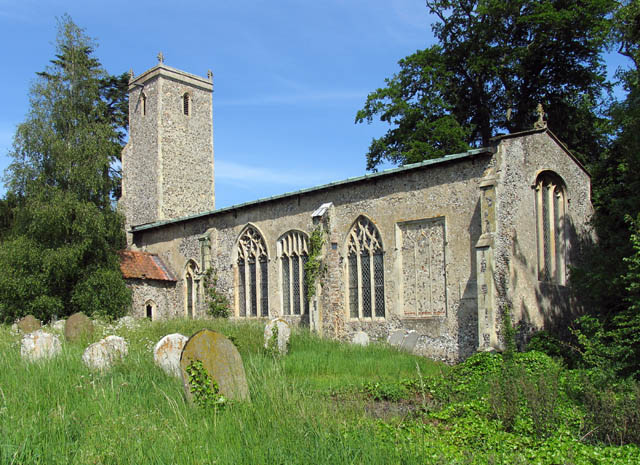
Biserica Baptistă din Alderford

Alderford este un sat în regiunea englezească Norfolk, situat la aproximativ 10 mile de Norwich.
Aceasta are o suprafață de 1.80 km2, iar, în 2001 a avut o populație de 43 în 16 case. 